# 门厅

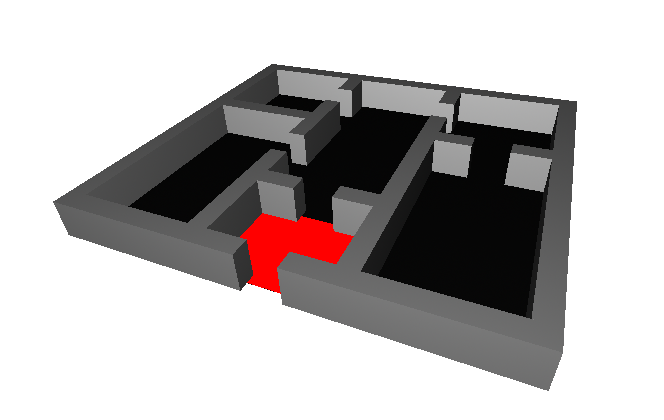
楼层平面图，红色部分为门厅

门厅是建筑物外门和内部之间的通道、大厅或房间，有等候、遮挡视线、减少热量损失、存放户外衣物等作用。